# Olivier Bosson
Pour les articles homonymes, voir Bosson.
Olivier Bosson est un artiste contemporain, réalisateur et performeur français né en 1970.

## Biographie
Ancien élève du Fresnoy, Studio National des Arts Contemporains.
Ses films récents se caractérisent par leur dimension sociale aussi bien au niveau des fictions qu'ils mettent en scène, que par leur mode de réalisation : il s’agit de films participatifs réalisés avec de très nombreux acteurs et figurants, amateurs pour la plupart, recrutés via des castings publics.
Ses performances utilisent des moyens différents, mais travaillent au fond la même question : celle de l’implication des spectateurs à l’ « Echelle 1 ».
Il a été invité par la Biennale internationale du design de Saint-Étienne 2017 à tourner son dernier film "Dents de Scie",.
Il vit et travaille à Lyon.

## Filmographie
- 2003 : L’entretien à la machine, court métrage, 28 min
- 2004 : Compétent dans sa branche, DVD vidéo, 66 min
- 2007 : Le 17 à 17h, DVD vidéo, 60 min
- 2011 : 200% (coréalisateur : Nicolas Boone)[5]
- 2011 : Le forum Possession, épisode pilote du Forum des Rêves, 20 min
- 2012 : Le stop le soir, moyen métrage, 50 min
- 2016 : Tropique, moyen métrage, 55 min
- 2017 : Le forum des Rêves, série, 10 épisodes de 20 min [6]
- 2018 : Dents de Scie, long métrage, 62 min
- 2024 : La Chanson de Jérôme, long métrage documentaire, 113 min

## Performances
- 2012 : RE: Towards "minor" histories of exhibitions and performances, cur. Fabien Pinaroli, Raven Row, Londres[8]
- 2013 : Tous spectateurs, in Manifestes, Degré 48, Laboratoires d'Aubervillers[9]
- 2015 : Bienvenue sur ce forum, Art book fair, Wiels, Bruxelles[10]
- 2018 : Un peu de prospective, pour les 10 ans de L'Image d'Après, Tours[11]
- 2018 : Dance with proxies, avec Fabien Pinarolli, MacKenzie Art Gallery, Regina, Sk, Canada[12]
- 2019 : Erewhon / Erewhyna, performance, Jeu de Paume, 2019[13]